# Formica pratensis
Formica pratensis é uma espécie de formiga. Pode ser encontrada na Áustria, Bélgica, Bulgária, República Checa, Estónia, Finlândia, França, Geórgia, Alemanha, Hungria, Itália, Letónia, Lituânia, Luxemburgo, Moldávia, Holanda, Noruega, Polónia, Roménia, Rússia, Sérvia e Montenegro, Eslováquia, Espanha, Suécia, Suíça, Turquia, Ucrânia e Reino Unido.